# 박태형
박태형(1992년 4월 7일 ~ )은 대한민국의 축구 선수이며 포지션은 중앙 수비수이다.